# Ludwika Paleta
Ludwika Paleta Paciorek (Krakkó, Lengyelország, 1978. november 29. –) lengyel születésű mexikói színésznő.

## Élete és pályafutása
Apja az ismert lengyel hegedűművész Zbigniew Paleta, aki a 80-as években emigrált Mexikóba a családjával és az anyja Barbara Paciorek Paleta rajztanár. Nővére Dominika Paleta szintén színésznő. Gyerekként egy nap a testvére Dominika által elment egy meghallgatásra, és nagy hatást gyakorolt a szereposztó rendezőre ezután nemsokára felkínálták neki az első televíziós szerepét a Carruselben 1989-ben. Ludwika a karakter által azonnal híres lesz és szex-szimbólum a mexikói pre-teen-boys között. Három évvel később 1992-ben visszatért egy kicsit a képernyőre, vagy ahogy ő hívja a kedvenc televíziós munkájához El abuelo y yo  Gael García Bernallal szemben. Egy kis kihagyás után megint visszatért a képernyőre María de los Ángelest alakította a María la del barrio (María) telenovellában. Szerepei a Huracán, Amigas y Rivales (Szeretők és riválisok) és a Mujer de Madera novellákban folytatódtak. Legújabb televíziós munkája a Los Exitosos Pérez novella az Endemol-Telefénél.
Elérte, hogy nagy hírnévnek és népszerűségnek örvend a latin-amerikai országban mert ez lett az ő otthona amikor még csak gyerek volt. Egyik interjújában azt állította, hogy egyformán szereti Mexikót és Lengyelországot. De nem szeretné magát Mexikón kívül látni a közeljövőben. Folyékonyan beszél spanyolul, angolul és lengyelül.
1998-ban férjhez ment Plutarco Haza mexikói színészhez. Fiuk Nicolás 1999. november 11-én született. 2008-ban elváltak. Jelenleg Pablo Monteróval él együtt.
Legutóbb a H para Hombres magazin címlapján tűnt fel. Kapcsolatba került Aarón Díaz színésszel.

## Filmográfia

### Telenovellák
- 1989 Carrusel - María Joaquina Villaseñor
- 1992 El abuelo y yo - Alejandra
- 1995–1996 María la del Barrio (María) - María de los Ángeles «Tita» de la Vega Hernández (Magyar hang: Roatis Andrea)
- 1997–1998 Huracán - Norma Vargas Lugo
- 2001 Amigas y rivales (Szeretők és riválisok) - Jimena de la O (Magyar hang: Roatis Andrea)
- 2003 Niña...amada mía - Carolina Soriano Rivera
- 2004–2005 Mujer de madera - Aída Santibáñez Villalpando
- 2006 Duelo de pasiones - Alina Montellano
- 2007-2008 Palabra de mujer - Paulina Álvarez y Junco
- 2009-2010 Los exitosos Pérez - Soledad «Sol» Duarte Pérez
- 2012 Abismo de pasión (Bűnös vágyak) - Estefanía Bouvier de Castañón (Magyar hang: Farkasinszky Edit)
- 2016–2017 La Querida del Centauro - Yolanda Acosta
- 2018 Rubirosa - Gábor Zsazsa
- 2021 Madre sólo hay dos - Ana

### Filmek
- 2002 Corazón de melón - Fernanda Montenegro
- 2003 Naturaleza muerta - Ximena
- 2007 Propiedad ajena - Miranda Samano
- 2007 Desafio - Ismeretlen karakter
- 2007 Polvo de ángel - Bella
- 2007 Propiedad ajena - Miranda Samano
- 2009 El libro de piedra - Mariana
- 2013 No sé si cortarme las venas o dejármelas largas - Nora

### Színház
- 1994 Bajo el bosque blanco, rendező Juan José Gurrola
- 1999 Popcorn, rendező Mario Espinosa
- 2002 Los Monologos de la Vagina, rendező Jaime Matarredona
- 2003 La Prueba, rendező Jaime Matarredona
- 2006 El cuarto azul, rendező Mauricio García Lozano
- 2009 Las 4 estaciones, rendező Susana Alexander
- 2010 No se si cortarme las venas o dejarmelas largas, rendező Manolo Caro
- 2011 Un Dios salvaje, rendező Javier Daulte

## Fordítás
- Ez a szócikk részben vagy egészben  a   Ludwika Paleta című angol Wikipédia-szócikk fordításán alapul.  Az eredeti cikk szerkesztőit annak laptörténete sorolja fel. Ez a jelzés csupán a megfogalmazás eredetét és a szerzői jogokat jelzi, nem szolgál a cikkben szereplő információk forrásmegjelöléseként.